# Tutti me miran
Tutti me miran è un singolo di Cristiano Malgioglio pubblicato il 23 giugno 2021 su etichetta Baraonda Edizioni Musicali.
Si tratta della cover del brano Todos me miran portato al successo della cantante messicana Gloria Trevi nel 2007. Nel brano figura inoltre la collaborazione non accreditata del cantante Evry.

## Il video
Il 24 giugno 2021 esce il videoclip della canzone, ispirato alle atmosfere dei film di Pedro Almodóvar, diretto dal regista Gaetano Morbioli. Al videoclip partecipano Michael Terlizzi e Mattia Castelli.

## Tracce
1. Tutti me miran – 3:18 (testo: Cristiano Malgioglio, Gloria Trevi – musica: Gloria Trevi, Treviso Ruiz)

## Formazione
- Cristiano Malgioglio - voce
- Evry - voce